# Serie A 1948-1949 (rugby a 15)
La Serie A 1948-49 fu il 19º campionato nazionale italiano di rugby a 15 di prima divisione.
Si tenne dal 17 ottobre 1948 al 3 luglio 1949 tra 10 squadre, per la seconda volta nel dopoguerra a girone unico.
La data originariamente di conclusione avrebbe dovuto essere il 24 aprile 1949 (anche se in seguito fu autorizzato un posticipo per il 25) ma, avendo Rugby Roma e Rovigo terminato il campionato appaiate in testa a 26 punti, si rese necessaria una gara di spareggio, per la quale non si trovò tuttavia una data a breve termine avendo in precedenza la F.I.R. organizzato un raduno in vista di un test match contro la Cecoslovacchia; nel frattempo Parma presentò reclamo per irregolarità rilevate nella partita contro Napoli.
Il ricorso fu accolto e la F.I.R. dispose la ripetizione dell’incontro, che fu vinto da Parma che per effetto di ciò affiancò in classifica le due capilista.
Fu quindi necessario uno spareggio a tre, di fatto un ulteriore minigirone che vide il suo primo atto il 19 giugno successivo allo Stadio Nazionale di Roma tra la compagine locale e Rovigo in cui prevalsero i capitolini che si imposero per 9-3 ponendo una seria ipoteca sul titolo, matematicamente conquistato all’attuale “Tardini” di Parma una settimana più tardi con la vittoria 6-3 sugli emiliani.
Valida solo per la piazza d’onore del torneo fu l’ultima partita degli spareggi, tenutasi il 3 luglio a Rovigo con la vittoria della squadra di casa per 46-3 su Parma.
A retrocedere in serie B fu Napoli.
Tale torneo vide i padovani del Petrarca debuttare in massima divisione.

## Squadre partecipanti
- Amatori Milano
- Bologna
- Ginnastica Torino
- Giovinezza (Trieste)
- Rugby Milano

- Napoli
- Petrarca (Padova)
- Parma
- Rugby Roma
- Rovigo

## Risultati
|      | 1ª/10ª giornata                    |      |
| ---- | ---------------------------------- | ---- |
| 5-3  | Amatori Milano — Parma             | 0-12 |
| 3-19 | Bologna — Ginnastica Torino        | 8-6  |
| 3-3  | Giovinezza — Milano                | 3-3  |
| 3-9  | Petrarca — Rovigo                  | 3-6  |
| 26-3 | Rugby Roma — Napoli                | 0-0  |
|      |                                    |      |
|      | 4ª/13ª giornata                    |      |
| 5-5  | Ginnastica Torino — Amatori Milano | 3-3  |
| 6-3  | Milano — Bologna                   | 5-6  |
| 6-13 | Napoli — Giovinezza                | 3-6  |
| 19-3 | Parma — Petrarca                   | 5-8  |
| 9-3  | Rugby Roma — Rovigo                | 3-3  |
|      |                                    |      |
|      | 7ª/16ª giornata                    |      |
| 0-0  | Giovinezza — Ginnastica Torino     | 3-3  |
| 5-3  | Milano — Napoli                    | 13-3 |
| 13-0 | Parma — Bologna                    | 13-0 |
| 11-9 | Rugby Roma — Petrarca              | 3-3  |
| 6-3  | Rovigo — Amatori Milano            | 3-0  |

|       | 2ª/11ª giornata              |      |
| ----- | ---------------------------- | ---- |
| 3-9   | Bologna — Rugby Roma         | 3-16 |
| 14-8  | Ginnastica Torino — Parma    | 0-11 |
| 0-8   | Milano — Petrarca            | 3-0  |
| 0-11  | Napoli — Amatori Milano      | 6-8  |
| 6-3   | Rovigo — Giovinezza          | 6-3  |
|       |                              |      |
|       | 5ª/14ª giornata              |      |
| 8-3   | Amatori Milano — Rugby Roma  | 3-8  |
| 9-16  | Giovinezza — Parma           | 3-11 |
| 3-6   | Napoli — Bologna             | 8-14 |
| 6-6   | Petrarca — Ginnastica Torino | 0-12 |
| 0-6   | Rovigo — Milano              | 13-6 |
|       |                              |      |
|       | 8ª/17ª giornata              |      |
| 11-13 | Bologna — Rovigo             | 0-10 |
| 14-6  | Ginnastica Torino — Napoli   | 0-9  |
| 3-6   | Milano — Parma               | 0-22 |
| 6-16  | Petrarca — Amatori Milano    | 3-11 |
| 3-0   | Rugby Roma — Giovinezza      | 14-6 |

|      | 3ª/12ª giornata                |      |
| ---- | ------------------------------ | ---- |
| 3-0  | Amatori Milano — Rugby Milano  | 3-0  |
| 3-6  | Giovinezza — Bologna           | 3-24 |
| 29-0 | Parma — Rovigo                 | 0-6  |
| 3-0  | Petrarca — Napoli              | 6-0  |
| 3-3  | Rugby Roma — Ginnastica Torino | 6-3  |
|      |                                |      |
|      | 6ª/15ª giornata                |      |
| 11-3 | Amatori Milano — Giovinezza    | 8-11 |
| 3-0  | Bologna — Petrarca             | 3-8  |
| 17-0 | Ginnastica Torino — Milano     | 6-0  |
| 6-3  | Parma — Rugby Roma             | 0-6  |
| 6-0  | Napoli — Rovigo                | 3-10 |
|      |                                |      |
|      | 9ª/18ª giornata                |      |
| 8-0  | Amatori Milano — Bologna       | 5-19 |
| 0-0  | Ginnastica Torino — Rovigo     | 0-5  |
| 9-3  | Giovinezza — Petrarca          | 6-5  |
| 36-6 | Parma — Napoli                 | 13-0 |
| 13-0 | Rugby Roma — Milano            | 0-3  |

### Classifica
| Pos | Squadra           | G  | V  | N | P  | PF  | PS  | DP   | Pt |
| --- | ----------------- | -- | -- | - | -- | --- | --- | ---- | -- |
| 1   | Rugby Roma        | 18 | 11 | 4 | 3  | 136 | 59  | +77  | 26 |
| 2   | Rovigo            | 18 | 12 | 2 | 4  | 99  | 88  | +11  | 26 |
| 3   | Parma             | 18 | 13 | 0 | 5  | 223 | 66  | +157 | 26 |
| 4   | Amatori Milano    | 18 | 10 | 2 | 6  | 111 | 91  | +20  | 22 |
| 5   | Ginnastica Torino | 18 | 6  | 7 | 5  | 111 | 76  | +35  | 19 |
| 6   | Bologna           | 18 | 8  | 0 | 10 | 112 | 148 | −36  | 16 |
| 7   | Rugby Milano      | 18 | 6  | 2 | 10 | 56  | 112 | −56  | 14 |
| 8   | Giovinezza        | 18 | 6  | 2 | 10 | 87  | 131 | −44  | 14 |
| 9   | Petrarca          | 18 | 5  | 2 | 11 | 77  | 122 | −45  | 12 |
| 10  | Napoli            | 18 | 2  | 1 | 15 | 65  | 184 | −119 | 5  |

## Spareggi

### Spareggi per il 1º posto
| Roma 19 giugno 1949, ore 17:30 GMT+1 | Rugby Roma | 9 – 3 referto | Rovigo | Stadio Nazionale |

| Arbitro: | Rama (Torino) |

|            |    |                         |
| Aiolfi 60’ | mt | 12’ Redfern 72’ Rossini |

| Rovigo 3 luglio 1949, ore 17 GMT+1 | Rovigo | 46 – 3 | Parma |  |

#### Classifica spareggi per il 1º posto
| Pos | Squadra    | G | V | N | P | PF | PS | DP  | Pt |
| --- | ---------- | - | - | - | - | -- | -- | --- | -- |
| 1   | Rugby Roma | 2 | 2 | 0 | 0 | 15 | 6  | +9  | 4  |
| 2   | Rovigo     | 2 | 1 | 0 | 1 | 49 | 12 | +37 | 2  |
| 3   | Parma      | 2 | 0 | 0 | 2 | 6  | 52 | −46 | 0  |

### Spareggio promozione-retrocessione
| Genova | Genova | 6 – 9 | Petrarca |  |

| Padova | Petrarca | 15 – 0 | Genova |  |

## Verdetti
- Rugby Roma: campione d'Italia
- Napoli: retrocessa in serie B